# اسید هیوداکسی‌کلیک
اسید هیوداکسی‌کلیک (به انگلیسی: Hyodeoxycholic acid) یک ترکیب شیمیایی با شناسه پاب‌کم ۳۷۶۸۳۳ است. که جرم مولی آن ۳۹۲٫۵۸ g/mol می‌باشد. 